# Болдин, Леонид Иванович
Леони́д Ива́нович Бо́лдин (12 февраля 1931 — 12 июня 2013) — советский российский певец (бас), педагог. Народный артист СССР (1990).

## Биография
Леонид Болдин родился 12 февраля 1931 года в Балашове (ныне Саратовская область, Россия).
В 1934 году семья переехала в посёлок Сомово Воронежской области. С детства выделялся среди сверстников сильным и красивым голосом. Интерес к музыке и пению привил педагог школьного хора Т. А. Буев. Впервые на сцену вышел в четвёртом классе. Первый школьный репертуар формировался стихийно, в основном, из песен послевоенных лет: «В лесу прифронтовом», «Прощай, любимый город» и других. Выступал на сцене железнодорожного клуба города Лиски Воронежской области.
 «Вслушиваясь в верхние регистры болдинского голоса, невольно вспоминаешь ту победную весну; тогда ему минуло четырнадцать лет», — так вспоминали о его первых послевоенных выступлениях учителя школы.

В возрасте 10 лет вместе с семьёй эвакуируется из Воронежа.
Исполнительская манера складывалась в годы учёбы в Саратовском юридическом институте. Коронными номерами самодеятельного певца, кумира саратовского студенчества стали русские народные песни: «Вдоль по Питерской», «Ноченька», «Из-за острова на стрежень».
Первое посещение оперы совпало с гастролями в Саратове знаменитого баса М. Д. Михайлова. Увидев любимого по музыкальным записям и радио певца, Леонид навсегда «заболел» оперой. Он принял твердое решение учиться профессиональному вокальному мастерству. Это желание привело студента третьего курса юридического института на вечернее отделение Саратовской консерватории, в котором он проучился три семестра по классу М. А. Юрьянова.
В 1953 году окончил Саратовский юридический институт, 4 года работал юристом в городе Лиски Воронежской области, пел в самодеятельности.

В 1955 году, после выступления на районной олимпиаде с песней «Ой ты, Волга» (в обработке П. Триодина), был приглашен мастером народной песни К. И. Массалитиновым в Воронежский государственный русский народный хор солистом. Однако отказался от предложения и продолжал готовиться к предстоящей в Москве в 1958 году декаде искусства и литературы Воронежской области. Как подающий надежды певец, был приглашен режиссёром декады И. Г. Шароевым выступить в столице на торжественном вечере, где в Центральном театре Советской армии спел арию Ивана Сусанина. 
«Это был поединок с судьбой, поединок с самим собой. Не помню, как я пел; помню только ощущение огромного замершего зала, дышавшего заодно вместе со мной и разразившегося потом бурными аплодисментами», — так он вспоминал о своем первом выступлении в Москве.

Высшей оценкой творческой победы стал приход за кулисы прославленного певца Большого театра, исполнителя партии Ивана Сусанина М. Д. Михайлова. Знаменитый певец твёрдо сказал: «Молодой человек, Вам надо учиться. Голос у Вас есть, красивый, от природы поставленный голос, но учиться необходимо».
Болдина пригласили на прослушивание в Московскую консерваторию, хотя первый тур экзаменов уже прошёл. Он пел во втором. В то время вокальное отделение возглавлял Г. И. Тиц, который, услышав абитуриента, сказал: «На третий тур можете не приходить. В сентябре приезжайте на занятия».
В 1958 году вместе с женой и сыном переезжает в Москву и начинает учёбу в Московской консерватории (окончил в 1963 году) по классу А. И. Батурина, который учился в Италии у баритона М. Баттистини. В театре Болдина в шутку называли «внуком Баттистини».
Будучи студентом первого курса консерватории, участвовал в конкурсном прослушивании и единственный из восьми претендентов был принят в оперную труппу Музыкального театра им. К. Станиславского и Вл. Немировича-Данченко.
С 1958 года — солист Музыкального театра им. К. Станиславского и Вл. Немировича-Данченко, где 5 января 1959 года состоялся профессиональный дебют на сцене театра в опере «Евгений Онегин» П. И. Чайковского, в которой он исполнил роль Зарецкого. Спел около шестидесяти партий в 16-ти премьерах.
С 1993 года — директор оперной труппы театра, с 2006 — заместитель директора оперной труппы.
Выступал как концертный певец.
Гастролировал в Германии, Греции, Франции, Австрии, Швейцарии, Бельгии, Норвегии, Дании, Югославии, Японии, Индии, Лаосе, Вьетнаме, Монголии.
С 1995 года преподавал в Московской консерватории им. П. И. Чайковского (с 2001 — профессор).
Входил в состав жюри российской национальной театральной премии «Золотая маска» и Московского международного конкурса молодых исполнителей русского романса «Романсиада».
Леонид Иванович Болдин скончался 12 июня 2013 года в Москве. Похоронен на Троекуровском кладбище.

## Награды и звания
- Диплом II Всесоюзного конкурса вокалистов имени М. И. Глинки (Москва, 1962)
- Заслуженный артист РСФСР (1966)
- Народный артист РСФСР (1973)
- Народный артист СССР (1990)
- Орден Дружбы (1999)[2]
- Медаль «В память 850-летия Москвы» (1997)
- Почётная грамота Правительства Москвы (2001)[3]
- Диплом Всероссийского конкурса «Лидер 2004 года» в номинации «Лучший певец»[4]
- Высшая Российская общественная награда — Орден «Гордость России» (2006)
- Почётный гражданин города Лиски Воронежской области и Лискинского района (1998)

## Оперные партии
- «Евгений Онегин» П. И. Чайковского — Гремин, Зарецкий
- «Пиковая дама» П. И. Чайковского — Томский, Златогор
- «Иоланта» П. И. Чайковского — Эбн-Хакиа, король Рене
- «Алеко» С. В. Рахманинова — Старый цыган
- «Любовный напиток» Г. Доницетти — Дулькамара
- «Севильский цирюльник» Дж. Россини— Дон Бартоло, Дон Базилио
- «Порги и Бесс» Дж. Гершвина — Порги
- «Водоворот» Э. Сухоня — Штелина
- «Любовь к трём апельсинам» С. С. Прокофьева — маг Челий
- «В бурю» Т. Н. Хренникова — Фрол Баев
- «Безродный зять» («Фрол Скобеев») Т. Н. Хренникова — Тугай Редедин
- «Доротея» Т. Н. Хренникова — Мендосо
- «Виринея» С. М. Слонимского — Магара
- «Кола Брюньон» Д. Б. Кабалевского — Кола Брюньон
- «Борис Годунов» М. П. Мусоргского — Борис Годунов, Варлаам
- «Майская ночь» Н. Римского-Корсакова — Голова
- «Руслан и Людмила» М. Глинки — Фарлаф
- «Черевички» П. И. Чайковского — Бес
- «Война и мир» С. С. Прокофьева — ямщик Балага
- «Обручение в монастыре» («Дуэнья») С. С. Прокофьева — Мендоза
- «Катерина Измайлова» Д. Шостаковича — Борис Тимофеевич, Старый катожник, Священник
- «Пират» В. Беллини — Адальджиза
- «Паяцы» Р. Леонкавалло — Тонио
- «Кармен» Ж. Бизе — Данкайро
- «Манон» Ж. Массне — Де Бретиньи
- «Перикола» Ж. Оффенбаха — Дон Педро
- «Битва при Леньяно» Дж. Верди — Барбаросса
- «Не только любовь» Р. К. Щедрина — Федот Петрович
- «Цыганский барон» И. Штрауса (сына) — Зупан
- «Служанка-госпожа» Дж. Перголези — Уберто
- «Семья Тараса» Д. Б. Кабалевского — Дед Семён, Лесник
- «Чио-Чио-Сан» Дж. Пуччини — Бонза
- «Овод» А. Э. Спадавеккиа — Джемс
- «Тоска» Дж. Пуччини — Ризничий
- «Хари Янош» З. Кодаи — Марци
- «Ураган» В. А. Гроховского — Березин
- «Москва за нами» Г. А. Жубановой — Есибулатов
- «Персональный памятник» Ю. А. Левитина — Почесухин
- «Ценою жизни» А. А. Николаева — Митрофанов
- «Мужицкий сказ» К. Е. Волкова — Кулак
- «Последний катер» М. В. Коваля — Старый матрос
- «Сны революции» (оратория) В. И. Рубина

## Фильмография
- 1961 — Дубровский (фильм-опера) — Антон
- 1978 — Мелодии из оперетт советских композиторов (фильм-спектакль) — дьяк («Женихи» И. О. Дунаевского)